# Montagnais de Natashquan
Les Montagnais de Natashquan sont une bande indienne innue de la Côte-Nord du Québec au Canada. Ils vivent principalement sur la réserve de Natashquan 1. En 2016, ils ont une population inscrite e 1 118 membres. Ils sont affiliés au Regroupement Mamit Innuat.

## Démographie
Les membres de la Première Nation de Natashquan sont des Innus, également appelés Montagnais. En décembre 2016, ils ont une population inscrite totale de 1 118 membres dont 94 vivent hors réserve. Selon le recensement de 2011 de Statistique Canada, l'âge médian de la population est de 22,3 ans.

## Géographie
Les Montagnais de Natashquan sont basés sur la réserve de Natashquan 1, la seule réserve de la bande. Celle-ci est située sur la rive nord du fleuve Saint-Laurent près de la municipalité de Natashquan et couvre une superficie de 20,3 hectares.

## Langue
La langue des Montagnais est l'innu-aimun. Selon le recensement de 2011 de Statistique Canada, sur une population totale de 870 personnes, 98,9% de la population connaissent une langue autochtone. Plus précisément, 98,3% ont une langue autochtone encore comprise et parlée en tant que langue maternelle et la parlent à la maison. En ce qui a trait aux langues officielles, 1,7% de la population connaissent les deux, 92,5% connaissent seulement le français et 5,7% en connaissent aucune.

## Gouvernement
Les Montagnais de Nutashquan sont gouvernés par un conseil de bande élu selon un système électoral selon la coutume basé sur la section 11 de la Loi sur les indiens. Pour le mandat de 2016 à 2018, ce conseil est composé du chef Rodrigue Wapistan et de quatre conseillers.